# Qartam d'Ibèria
Qartam (mort el 72) fou rei d'Ibèria, segons les cròniques georgianes, i hauria regnat a Armazi de vers el 58 al 72.
Qartam seria el fill gran del rei Pharsman/Adreki (per tant el Mitridates de les fonts clàssiques, vegeu Mitridates d'Ibèria). Segon l'historiador Vakhouxt Bagration, recollit per Marie-Félicité Brosset, el seu pare va dividir el seu regne al morir entre els seus dos fills:
- El gran Bartom II d'Ibèria (Mitridates?) va rebre el nord amb seu a Mtskheta;
- El petit, Qartam (Amazasp ?), va rebre el sud del regne amb seu a Armazi

Aquesta divisió va durar de vers l'any 58 fins vers el 129.
Qartam va acollir alguns jueus refugiats que fugien de Judea després de la destrucció del Temple de Jerusalem per Vespasià i l'expulsió dels jueus. Va morir vers el 72, al mateix any que el seu germà, cosa bastant sospitosa. Segons les cròniques va estar casat amb una dona noble del país, i va tenir un fill, Pharsman d'Armaz, que seria (les dates així ho confirmen) un personatge diferent del Pharsman el Gran, que va governar els primers 58 anys del segle.